# Zwoleń (gmina)
Zwoleń – gmina miejsko-wiejska w województwie mazowieckim, w powiecie zwoleńskim, z siedzibą w Zwoleniu. W latach 1975–1998 gmina położona była w województwie radomskim.
Gmina o charakterze rolniczym, przemysł rolno-spożywczy. Najmniejsza wysokość bezwzględna w dnie doliny Zwoleńki w rejonie Baryczy – wynosi 136,5 m n.p.m. Najwyżej położony punkt to wierzchołek wydmy w rejonie Linowa – 185,5 m n.p.m. Średnia wysokość nad poziomem morza wynosi 166 m. Przez Zwoleń przepływa rzeka Zwolenka i Piątkowy Stok.
Według danych z 30 czerwca 2004 gminę zamieszkiwały 15 243 osoby. Natomiast według danych z 31 grudnia 2019 roku gminę zamieszkiwało 15 125 osób.
Do 1983 do gminy Zwoleń należały Sucha i Bieliny, które włączono do gminy Pionki.

## Struktura powierzchni
Według danych z roku 2002 gmina Zwoleń ma obszar 161,12 km², w tym:
- użytki rolne: 69%
- użytki leśne: 24%

Gmina stanowi 28,21% powierzchni powiatu.

## Demografia

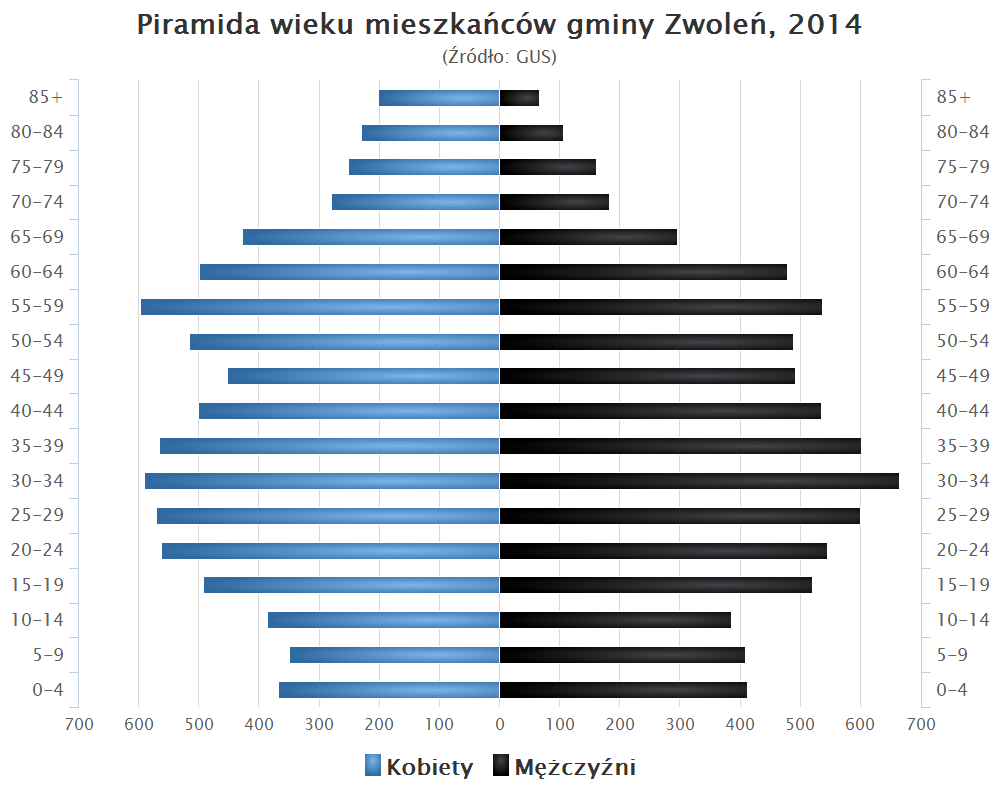
Piramida wieku mieszkańców gminy Zwoleń w 2014 roku

Dane z 30 czerwca 2004:
| Opis                              | Ogółem | Ogółem | Kobiety | Kobiety | Mężczyźni | Mężczyźni |
| --------------------------------- | ------ | ------ | ------- | ------- | --------- | --------- |
| jednostka                         | osób   | %      | osób    | %       | osób      | %         |
| populacja                         | 15 243 | 100    | 7805    | 51,2    | 7438      | 48,8      |
| gęstość zaludnienia (mieszk./km²) | 94,6   | 94,6   | 48,4    | 48,4    | 46,2      | 46,2      |

## Sołectwa
Atalin, Barycz, Filipinów, Helenówka, Jasieniec-Kolonia, Jasieniec Solecki, Jedlanka, Józefów, Karolin, Koszary, Linów, Ługi, Męciszów, Mieczysławów, Mostki, Niwki, Osiny, Paciorkowa Wola Nowa, Paciorkowa Wola Stara, Podzagajnik, Strykowice Błotne, Strykowice Górne, Strykowice Podleśne, Sycyna Południowa, Sydół, Wólka Szelężna, Zielonka Nowa i Zielonka Stara.
Pozostałe miejscowości podstawowe: Barycz Stara, Barycz-Kolonia, Bożenczyzna, Celestynów, Cyganówka, Drozdów, Helenów, Karczówka, Kopaniny, Linów, Melanów, Michalin, Miodne, Motorzyny (SIMC 0643034), Motorzyny (SIMC 0643040), Ostrowy, Pałki, Podlinówek, Sosnowica, Sycyna Północna, Sycyna-Kolonia, Szczęście, Wacławów (osada leśna), Wacławów (wieś) i Zastocze.

## Sąsiednie gminy
Chotcza, Ciepielów, Gózd, Kazanów, Pionki, Policzna, Przyłęk, Tczów